# Madrigal del Monte
Madrigal del Monte è un comune spagnolo di 151 abitanti situato nella comunità autonoma di Castiglia e León.
Il comune comprende la località di Tornadijo.